# Linia kolejowa Hajdaszek – Pińczów
Linia kolejowa Hajdaszek – Pińczów – zlikwidowana wąskotorowa linia kolejowa łącząca stację Hajdaszek ze stacją Pińczów. Na linii odbywał się ruch pasażerski i towarowy.

## Historia
Linię otwarto 3 maja 1924 roku. Linia była wąskotorowa o rozstawie szyn wynoszącym 600 mm. W 1949 roku zawieszono na niej ruch pasażerski i towarowy, a rok później fizycznie zlikwidowano.